# Дьяченковское сельское поселение
Дьяченковское сельское поселение — муниципальное образование Богучарского района Воронежской области России.
Административный центр — село Дьяченково.

## Население
| 2000  | 2005  | 2010  | 2012  | 2013  | 2014  | 2015  | 2016  | 2017  |
| ----- | ----- | ----- | ----- | ----- | ----- | ----- | ----- | ----- |
| 5074  | ↘4701 | ↘4011 | ↘3961 | ↘3959 | ↘3943 | ↘3906 | ↘3895 | ↘3865 |
| 2018  | 2019  | 2020  | 2021  |       |       |       |       |       |
| ↘3798 | ↗3817 | ↗3827 | ↘3733 |       |       |       |       |       |

## Населённые пункты
В состав поселения входят:
- село Дьяченково,
- село Абросимово,
- село Красногоровка,
- село Полтавка,
- село Терешково.